# Distrikt Upahuacho

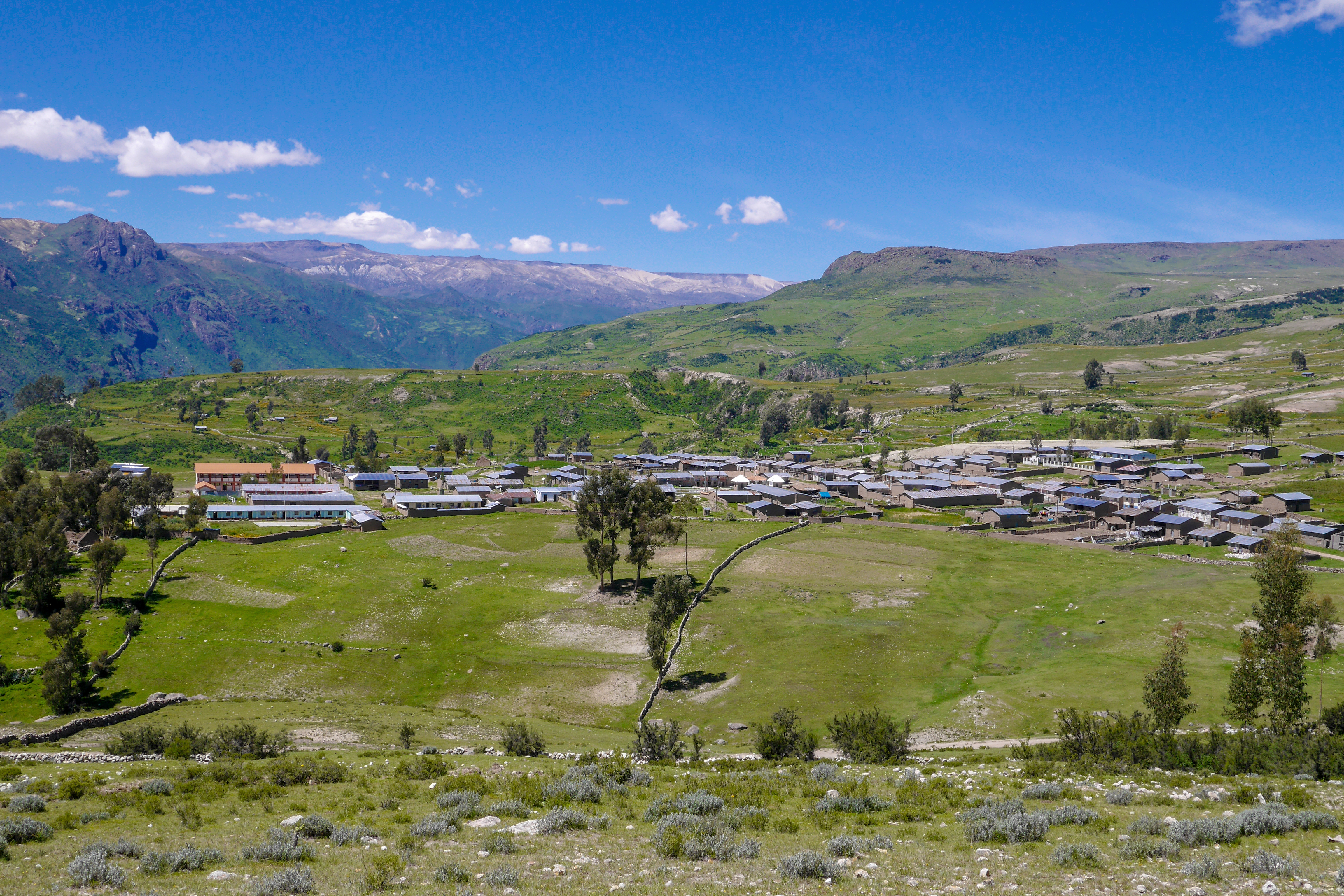
Blick auf Cochani

Der Distrikt Upahuacho liegt in der Provinz Parinacochas in der Region Ayacucho in Südzentral-Peru. Der Distrikt wurde am 10. April 1961 gegründet. Er besitzt eine Fläche von 577 km². Beim Zensus 2017 wurden 1224 Einwohner gezählt. Im Jahr 1993 lag die Einwohnerzahl bei 788, im Jahr 2007 bei 1882. Sitz der Distriktverwaltung ist die 3319 m hoch gelegene Ortschaft Upahuacho mit 179 Einwohnern (Stand 2017). Upahuacho liegt 43 km ostnordöstlich der Provinzhauptstadt Coracora.

## Geographische Lage
Der Distrikt Upahuacho liegt in der Cordillera Volcánica im zentralen Norden der Provinz Parinacochas. Er wird über den Río Huanca Huanca, einem Zufluss des Río Marán, nach Süden entwässert.
Der Distrikt Upahuacho grenzt im Westen an den Distrikt Coracora, im Norden an den Distrikt Cotaruse (Provinz Aymaraes), im Osten an den Distrikt Coronel Castañeda, im Südosten an den Distrikt Pacapausa sowie im Süden an den Distrikt Lampa (Provinz Páucar del Sara Sara).

## Ortschaften
Neben dem Hauptort gibt es folgende größere Ortschaften im Distrikt:
- Calpamayo
- Cochani (255 Einwohner)
- Racchi
- San Antonio de Llancama